# 伍小平
伍小平（1938年2月17日—），中国女实验力学家。

## 生平
1938年生于天津，原籍江苏武进。1960年毕业于北京大学数学力学系力学专业。中国科学技术大学教授、应用力学研究所所长。1997年当选为中国科学院院士。